# Batalha do Campo de Sangue
Batalha do Campo de Sangue(em latim: Ager Sanguinis), por vezes também chamada Batalha de Sarmada ou de Balat, teve lugar em uma planície perto da cidade de Sarmada, no actual distrito de Harém da Síria, em 28 de Junho de 1119. Opôs os cruzados do Principado de Antioquia aos muçulmanos ortóquidas da cidade-estado de Alepo, e nela o exército do regente Rogério de Salerno seria aniquilado pelas forças de Ilgazi de Mardin, governador de Alepo.

## Antecedentes
Desde a sua fundação, o Principado de Antioquia e os restantes estados cruzados estavam constantemente em guerra com os estados muçulmanos do norte da Síria e de Al-Jazira na Mesopotâmia, e particularmente com Alepo e Mossul. A morte de Ridwan de Alepo em 1113 trouxe um período de inactividade por alguns anos.

Os estados cruzados em 1140

Tal como Balduíno II de Edessa e Pôncio de Trípoli, Rogério de Salerno, o regente do jovem conde Boemundo II de Antioquia, não teve oportunidade para aproveitar este momento em um ataque contra Alepo. Em 1115, Rogério tinha conseguido derrotar uma incursão seljúcida liderada por Bursuque ibne Bursuque na batalha de Sarmim. Em 1117 Alepo passou para o controlo do bei ortóquida Ilgazi. No ano seguinte Rogério conquistou Azaz, que confirmou o seu ímpeto vitorioso e deixou Alepo estrategicamente vulnerável a ataques dos cruzados; em retaliação, Ilgazi invadiu o principado em 1119.
Rogério saiu de Arta com patriarca latino de Antioquia Bernardo de Valência, apesar dos conselhos deste para permanecerem nesta cidade próxima a Antioquia, e possuidora de uma fortaleza bem defendida, ideal para travarem o avanço dos muçulmanos. Bernardo também aconselhou Rogério a solicitar ajuda ao rei Balduíno II de Jerusalém e ao conde Pôncio de Trípoli; Rogério fez o apelo mas acabaria por não aguardar a chegada dos aliados, convencido de conseguir derrotar o inimigo.
Os cruzados acamparam no desfiladeiro de Sarmada, enquanto Ilgazi cercava a fortaleza de Ataribe. Quando um destacamento liderado por Roberto de Vieux-Pont foi enviado para romper o cerco, Ilgazi simulou uma retirada, uma habitual táctica turca que funcionaria mais uma vez – as forças de Roberto saíram da fortaleza para serem emboscadas.

## Batalha
Ilgazi também decidiu não aguardar os reforços esperados, do emir de Damasco; marchando por um trajecto pouco utilizado, durante a noite de 27 de Junho surpreendeu e cercou Rogério, que montara campo em um vale arborizado e íngreme, com pouco espaço de manobra para retirar.
Apressadamente, os 700 cavaleiros (500 dos quais arménios) e 3000 de infantes (entre os quais alguns turcopolos), formaram cinco batalhões em uma linha em forma de V, com o vértice o mais afastado da corpo do exército muçulmano. Da esquerda para a direita, os batalhões foram comandados por Roberto de Saint-Lô, Rogério de Salerno, Guy de Frenelle, Godofredo o Monge e Pedro. Um sexto batalhão sob o comando de Reinaldo Mansoer ficou encarregado de proteger a retaguarda.
Enquanto o exército muçulmano aguardava para iniciar o ataque, o cádi ibne Alcaxabe cavalgou até à linha da frente dos soldados, usando o turbante de juiz mas simultaneamente empunhando uma lança. Pregando a jihad, segundo o historiador contemporâneo de Alepo Camaladim, emocionou e moralizou os guerreiros para a batalha.
Na manhã de 28 de Junho, as hostilidades começaram por um duelo de arqueiros entre a infantaria de Antioquia, à frente da cavalaria cruzada, e a cavalaria ligeira turca. Os batalhões da direita latina de Pedro e Godofredo o Monge começaram por atacar e derrotar parte do exército inimigo. O centro de Guy de Frenelle também obteve algum sucesso, mas a batalha seria decidida no flanco esquerdo. Roberto de Saint-Lô e os turcopolos foram forçados a recuar para a posição do batalhão de Rogério, causando disrupção. Um vento norte desfavorável à posição cruzada soprou poeira para os rostos dos guerreiros, ajudando à confusão, e em pouco tempo as forças flanqueadoras dos muçulmanos envolveram-nos.
Junto à grande cruz cravada de joias que lhe servia de estandarte, Rogério foi morto com uma espadeirada no rosto. O restante exército foi morto ou aprisionado, e apenas dois cavaleiros sobreviveram. Reinaldo Mansoer refugiou-se na fortaleza de Sarmada para aguardar a chegada do rei Balduíno II de Jerusalém, mas seria aprisionado por Ilgazi, tal como provavelmente Gualtério o Chanceler, que escreveria um relato do confronto.

## Consequências
Enquanto o exército turco se espalhava para pilhar os territórios vizinhos, Ilgazi comemorou a vitória embriagando-se. Adoecido pelo excesso de álcool, acabou por não aproveitar para atacar Antioquia, onde o patriarca Bernardo de Valência organizava as defesas possíveis. Desconfiados dos populares cristãos sírios, arménios e gregos da cidade, os latinos desarmaram-nos e proibiram-nos de sair das suas casas.

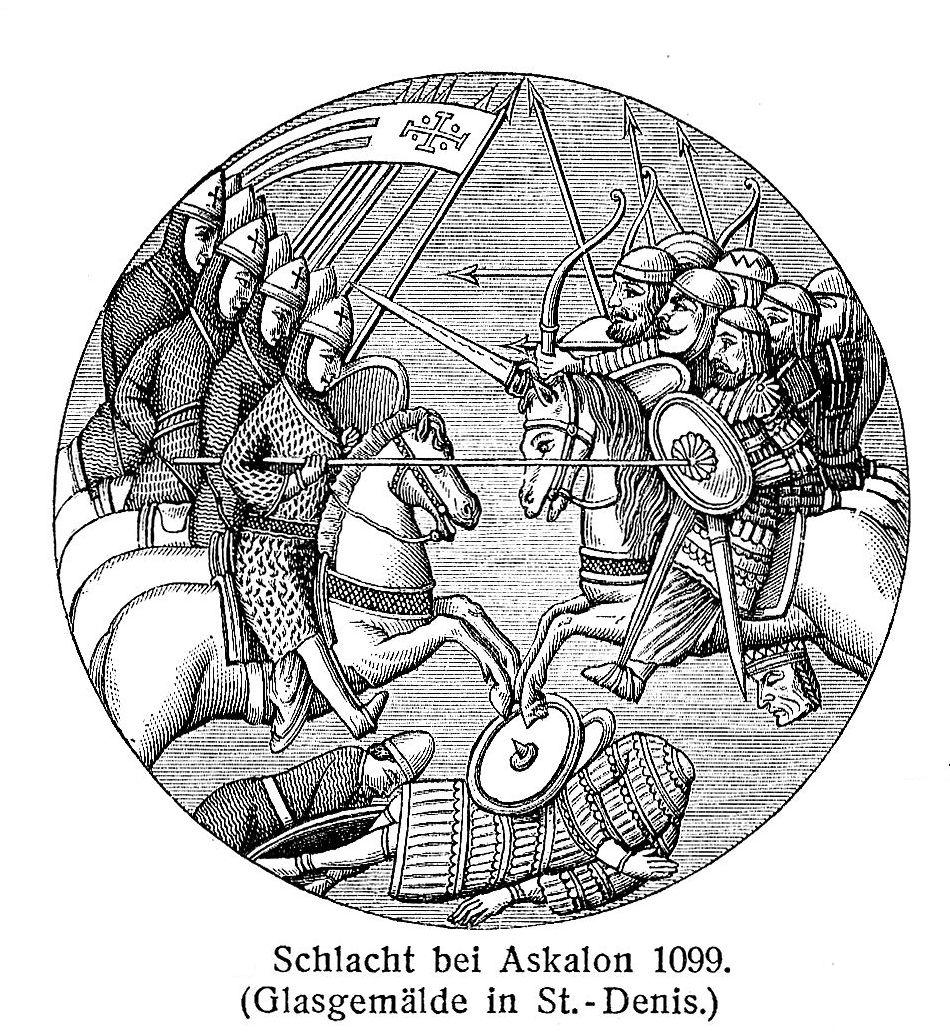
Contraste entre a cavalaria pesada dos cruzados e a cavalaria ligeira de arqueiros dos muçulmanos

Mas a perda do exército do principado deixou os seus territórios desprotegidos e levou à reconquista das praças de Ataribe, Zerdana, Sarmim, Maarate Anumane e Cafir Tabe pelos muçulmanos, apesar de Ilgazi ter sido derrotado a 14 de Agosto pelas forças de Balduíno II e Pôncio de Trípoli na batalha de Hab. O rei de Jerusalém assumiria a regência de Antioquia e conseguiria recuperar algumas das cidades perdidas. No entanto, esta derrota enfraqueceu enormemente o principado, que seria sujeito a constantes ataques na década seguinte, até eventualmente ser forçado a prestar vassalagem ao Império Bizantino. A influência latina na Síria só seria parcialmente recuperada na batalha de Azaz em 1125.
Esta batalha também provaria que os sírios tinham capacidade de derrotar um exército cruzado sem a ajuda dos seljúcidas, o maior poder islâmico da região na época. As derrotas dos orientais na Primeira Cruzada tinham em parte sido devidas ao estilo de guerra dos ocidentais, muito diferente do dos bizantinos aos quais os turcos e árabes estavam habituados. Os bizantinos evitavam ao máximo as grandes batalhas, preferindo manobras complexas para esgotar o adversário e atacá-lo depois de enfraquecido para o forçar à retirada - estratégia indirecta, mais económica e menos arriscada. Pelo contrário, os cruzados procuravam a peleja para aniquilar um inimigo forte - estratégia directa, com melhores resultados quando bem sucedida.
Os cruzados dispunham de uma infantaria pesada (com armaduras e cotas de malha), tal como os bizantinos, enquanto os muçulmanos só possuíam infantaria ligeira desde os tempos das Guerras Médicas e de Alexandre o Grande). Mas a força dos barões da Europa ocidental era a cavalaria pesada, com armaduras, usando a carga de choque e lanças, enquanto a cavalaria oriental era ligeira, de arqueiros sem armaduras.
Se os líderes cruzados conseguissem manobrar o inimigo para um terreno plano e aberto, a cavalaria pesada tinha a vantagem, destroçando as forças ligeiras de infantaria e cavalaria, mesmo em caso de grande inferioridade numérica; mas a perseguição do inimigo era dificultada devido à diferença de mobilidade. A partir do Campo de Sangue, turcos e árabes evitariam sempre que possível os combates abertos, o que geralmente não era difícil devido à natureza do terreno das regiões do Levante e da Anatólia.